# Little Hide
"Little Hide" foi o primeiro single lançado pela banda de indie rock escocesa Snow Patrol. Foi lançado em 16 de Fevereiro de 1997 sobre a Jeepster Records, o primeiro lançamento da banda pela gravadora.  A música ainda foi lançada pelo primeiro nome depois de ter trocado o nome "Polarbear" devido a direitos exigidos.

## Faixas
- 7" Vinil:[3]

A: "Little Hide" - 2:41
B: "Sticky Teenage Twin" - 2:08
- Maxi CD:[4]

1. "Little Hide" - 2:41
2. "Sticky Teenage Twin" - 2:08
3. "Limited Edition" - 2:33
4. "Jj" - 1:47
5. "Little Hide" (Video)[4]

## Lançamento e recepção
O single foi lançado em dois formatos, Maxi CD e 7" vinil. Acabou recebendo críticas mistas dos especialistas, ganhando apenas duas estrelas e meia da AllMusic, com o crítico Nitsuh Abebe chamando a canção de "competente".